# Parahormius pallidus
Parahormius pallidus är en stekelart som beskrevs av Granger 1949. Parahormius pallidus ingår i släktet Parahormius och familjen bracksteklar. Inga underarter finns listade i Catalogue of Life.